# Harpactea dashdamirovi
Harpactea dashdamirovi este o specie de păianjeni din genul Harpactea, familia Dysderidae, descrisă de Dunin, 1993.
Este endemică în Azerbaijan. Conform Catalogue of Life specia Harpactea dashdamirovi nu are subspecii cunoscute.